# Sophie Coleman
Sophie Coleman (* 12. August 1990 in Brighton) ist eine ehemalige britische Triathletin. Sie ist Junioren-Duathlon-Weltmeisterin der Jahre 2008 und 2009, U23-Duathlon-Weltmeisterin des Jahres 2010, Junioren-Duathlon-Europameisterin 2007 und britische Triathlon-Jugendmeisterin 2008 und 2009.

## Werdegang
Bei ihrem allerersten ITU-Wettkampf gewann sie im Juli 2005 in Alexandroupolis mit Kirsty McWilliams und Jodie Stimpson die Goldmedaille in der Jugend-Team-Kategorie.
Sophie Coleman nahm auch an zahlreichen Nicht-ITU-Bewerben teil, so gewann sie etwa am 29. Juli 2010 die Bronzemedaille beim Triathlon EDF Alpe d’Huez. Auch bei der französischen Club-Meisterschaftsserie Lyonnaise des Eaux ging Coleman an den Start und vertrat den Verein Montpellier Agglo Tri.

### U23-Weltmeisterin Duathlon 2010
Im September 2010 wurde sie in Edinburgh U23-Weltmeisterin Duathlon und noch im selben Jahr erklärte sie ihre aktive Zeit für beendet.
2015 ging sie wieder bei Radrennen an den Start. Sophie Coleman lebt in Eastbourne.

## Sportliche Erfolge
| Datum/Jahr    | Rang | Wettbewerb                                            | Austragungsort  | Zeit     | Bemerkung                                                  |
| ------------- | ---- | ----------------------------------------------------- | --------------- | -------- | ---------------------------------------------------------- |
| 23. Juli 2005 | 1    | ETU Triathlon European Championship Youth Women Relay | Alexandroupolis | 00:27:58 | im britischen Team mit Kirsty Mcwilliam und Jodie Stimpson |

| Datum/Jahr    | Rang | Wettbewerb                                       | Austragungsort           | Zeit     | Bemerkung                       |
| ------------- | ---- | ------------------------------------------------ | ------------------------ | -------- | ------------------------------- |
| 3. Sep. 2010  | 1    | ITU Duathlon World Championships U23             | Edinburgh                | 02:15:02 | U23-Weltmeisterin               |
| 26. Sep. 2009 | 1    | ITU Duathlon World Championship Junior Women     | Concord (North Carolina) | 01:04:30 | Junioren-Duathlon-Weltmeisterin |
| 27. Sep. 2008 | 1    | ITU Duathlon World Championship Junior Women     | Rimini                   | 01:04:01 | Junioren-Duathlon-Weltmeisterin |
| 16. Juni 2007 | 1    | ETU Duathlon European Championships Junior Women | Edinburgh                | 01:11:22 | Junioren-Europameisterin        |

(DNF – Did Not Finish)